# کای-اریک اریکسن
کای-اریک اریکسن (انگلیسی: Kaj-Erik Eriksen؛ زادهٔ ۱۵ فوریهٔ ۱۹۷۹) هنرپیشه اهل کانادا است. وی از سال ۱۹۸۷ میلادی تاکنون مشغول فعالیت بوده‌است.
از فیلم‌ها یا برنامه‌های تلویزیونی که وی در آن نقش داشته‌است می‌توان به ذهن‌های مجرم، ۴۴۰۰، و ۸۸ دقیقه اشاره کرد.